# Лили Марлен (фильм)
Не следует путать с английским фильмом Артура Крэбтри 1951 года «Лилли Марлен» / «Lilli Marlene»
.
«Лили Марлен» (нем. Lili Marleen) — фильм Фасбиндера с Ханной Шигуллой 1980 года. В его основе лежат мемуары Лале Андерсен (1905—1972) — немецкой певицы, которая первой исполнила знаменитую впоследствии песню «Лили Марлен»
(нем. Lili Marleen). Песня была написана Норбертом Шульце на слова Ганса Ляйпа в 1938 году и пользовалась исключительной популярностью во время Второй мировой войны как у солдат вермахта, так и у солдат антигитлеровской коалиции.

## Сюжет
1938 год. Вилли (Ханна Шигулла), начинающая немецкая певица, любит Роберта (Джанкарло Джаннини), одарённого швейцарского музыканта, который часто приезжает в Германию, чтобы по заданию организации, которой руководит его отец (Мел Феррер), помочь евреям.
С началом Второй мировой войны они теряют друг друга из виду. Вилли делает блестящую карьеру, после того как немецкая солдатская радиостанция «Белград» случайно находит пластинку с записью песни «Лили Марлен» в её исполнении. Роберт по-прежнему работает в организации по оказанию помощи евреям; в Германии его арестовывают и затем высылают по обмену в Швейцарию. Но и Вилли оказывается втянутой в политику. Во время турне она добывает для Роберта информацию о немецких лагерях смерти на Востоке. Власти Германии запрещают её выступления, объявив песню «Лили Марлен» пораженческой, но вскоре принудительно возвращают Вилли на сцену, так как английское солдатское радио из Великобритании сообщает, что она арестована и убита.
После войны Вилли едет в Цюрих и видит Роберта с другой женщиной.

## В ролях
- Ханна Шигулла — Вилли
- Джанкарло Джаннини — Роберт
- Мел Феррер — Давид Мендельсон
- Удо Кир — Древиц
- Готфрид Йон — Аарон
- Райнер Фасбиндер — Гюнтер Вайзенборн
- Александр Аллерсон — Гедеке
- Кристина Кауфман — Мириам

## Интересные факты
В одном из эпизодов фильма появляется реальный исторический персонаж — немецкий писатель, антифашист, член «Красной капеллы» Гюнтер Вайзенборн. Его роль исполняет сам Фасбиндер.